# Demotina flavicornis
Demotina flavicornis là một loài bọ cánh cứng trong họ Chrysomelidae. Loài này được Tan & Zhou in Zhou & Tan miêu tả khoa học năm 1997.